# Das Modell
Das Modell er et nummer skrevet af Kraftwerk, der er et af deres største hits. Den er også udgivet på engelsk under navnet The model. I modsætning til de fleste andre Kraftwerk-numre, har dette nummer langt mere tekst og er ikke særligt langt. Det er dermed også hvad man kunne beskrive som Kraftwerks mest poppede nummer. Singlen blev udsendt i 1978 og tilhører albummet Die Mensch-Maschine (eng.: The Man Machine) som også er fra samme år. I 1982 lå nummeret nr. 1 på den engelske hitliste.
Der har været lavet flere covernumre, som f.eks. Carter USM, Aviador Dro, Tremolo Beer Gut  og rockbandet Big Black. Rammstein har lavet et covernummer af det og udsendte det i 1997 som en single.